# DVDA
DVDA — рок-группа, основанная создателями анимационного сериала «Южный парк» Треем Паркером (вокал, клавишные) и Мэттом Стоуном (бэк-вокал, бас-гитара, ударные) при участии Брюса Хоуэлла (гитара) и Ди Эй Янга (бэк-вокал, клавишные).
Название группы происходит от сексуальной позиции DVDA — «double vaginal, double anal» (двойной вагинальный, двойной анальный), которая была упомянута (но не показана) в фильме Паркера «Капитан Оргазмо».
Некоторые песни DVDA были использованы в сериале «Южный парк», обычно без указания авторства. Это «Montage» в эпизоде «Аспен», «Now You’re A Man» в эпизоде «Большой Эл-гомосек и его гомояхта» (а также в фильме «Оргазмо»), «I Am Chewbacca» в эпизоде «Кошмарный Марвин в космосе». Также DVDA звучала в других фильмах Паркера и Стоуна — «What Would Brian Boitano Do? Pt. II» и «Hell Isn’t Good» в фильме «Саут-Парк: большой, длинный и необрезанный», «Warts on Your Dick» в фильме «Бейскетбол» и множество песен в мультфильме «Команда Америка: мировая полиция» — в том числе «America, Fuck Yeah», «Everyone Has Aids», «Only A Woman». Некоторые песни группы не были выпущены официально и исполнялись только на концертах группы (эти записи распространены в интернете) — это песни «Crack» (или «Everybody Loves Crack»), «David Kelley, TV Warrior» и кавер-версия песни Primus «Sgt. Baker». Некоторые песни группы вошли на альбомы, связанные с сериалом «South Park»: например, песня «Hot Lava», первоначально звучавшая в исполнении Айзека Хейза в одном из эпизодов «Южного парка», а затем записанная DVDA с Перри Фаррелом, была выпущена на «Chef Aid: The South Park Album».
DVDA выступали на разогреве у Primus и Ween. В настоящий момент группа фактически находится в «замороженном» состоянии.

## Песни
| Название песни                        | Информация | Саундтрек                                                         | Выпуск |
| ------------------------------------- | --- | ----------------------------------------------------------------- | ------ |
| America, Fuck Yeah                    | | Команда Америка: мировая полиция                                  | Да     |
| America, Fuck Yeah (Bummer remix)     | | Команда Америка: мировая полиция                                  | Да     |
| The Beer Song                         | | Нет                                                               | Нет    |
| Crack (Everybody Loves Crack)         | | Нет                                                               | Нет    |
| David Kelley, TV Warrior              | Песня о теледеятеле Дэвиде Келли. | Нет                                                               | Нет    |
| The End of an Act                     | | Команда Америка: мировая полиция                                  | Да     |
| Everyone Has AIDS                     | | Команда Америка: мировая полиция                                  | Да     |
| Freedom Isn’t Free                    | | Команда Америка: мировая полиция                                  | Да     |
| Gay Fish                              | | «Южный парк», эпизод «Рыбные палочки»                             | Да     |
| Hell Isn’t Good                       | Вокал в песне принадлежит Джеймсу Хэтфилду. | Саут-Парк: большой, длинный и необрезанный                        | Нет    |
| Hot Lava                              | При участии Перри Фаррелла. Первоначально эта песня была исполнена Шефом (которого озвучивал Айзек Хейз) в серии «Южного парка» «Вулкан».                                                                           | Chef Aid: The South Park Album                                    | Да     |
| I Am Chewbacca                        | В интернете известна концертная версия песни, однако на финальных титрах эпизода «Кошмарный Марвин в космосе» звучит студийная. Эту песню иногда путают с песней «Chewbacca» Supernova, звучащей в фильме «Клерки». | «Южный парк», эпизод «Кошмарный Марвин в космосе»                 | Нет    |
| Let’s Fighting Love                   | Пародия на песни из аниме. В DVD-комментариях Паркер назвал песню своей крупной удачей. | «Южный парк», эпизод «Славные времена с оружием»                  | Нет    |
| Lemmiwinks                            | | «Южный парк», эпизод «Лагерь смерти и терпимости»                 | Нет    |
| Montage                               | Первая версия песни. | «Южный парк», эпизод «Лыжный курорт»                              | Нет    |
| Montage                               | Вторая версия песни. | Команда Америка: мировая полиция                                  | Да     |
| North Korean Melody                   | | Команда Америка: мировая полиция                                  | Да     |
| Now You’re a Man                      | Пародия на «Eye Of The Tiger» из «Рокки 3». В эпизоде «Южного парка» звучит на финальных титрах. | Оргазмо; «Южный парк», эпизод «Большой Эл-гомосек и его гомояхта» | Да     |
| Only A Woman                          | | Команда Америка: мировая полиция                                  | Да     |
| On Top of You                         | | Каннибал! Мюзикл                                                  | Нет    |
| Sgt. Baker                            | Кавер-версия Primus. В интернете известны две версии — студийная и концертная. | Нет                                                               | Нет    |
| That’s All I’m Askin' For             | | Каннибал! Мюзикл                                                  | Нет    |
| «That’s My Bush!» — заглавная песня   | | «Это мой Буш!»                                                    | Нет    |
| Timmy and the Lords of the Underworld | Выпущена под именем группы Тимми «Timmy and the Lords of the Underworld» из эпизода «Тимми 2000». Выпущена синглом и, в отличие от второй песни сингла, «Timmy Livin' a Lie», звучала в самом сериале.              | «Южный парк», эпизод «Тимми 2000»                                 | Да     |
| Timmy Livin' a Lie                    | Выпущена под именем группы Тимми «Timmy and the Lords of the Underworld» из эпизода «Тимми 2000». Вторая песня с одноимённого сингла «Timmy and the Lords of the Underworld».                                       | «Южный парк»                                                      | Да     |
| Up There                              | В фильме песня исполняется Сатаной (озвучен Треем Паркером). | Саут-Парк: большой, длинный и необрезанный                        | Да     |
| Warts on Your Dick                    | | БЕЙСкетбол                                                        | Нет    |
| What Would Brian Boitano Do? Part II  | Тяжёлая версия одной из песен мультфильма звучит на финальных титрах. | Саут-Парк: большой, длинный и необрезанный                        | Да     |

Иногда DVDA приписывается песня «Twisted Steel Leather Donut», на самом деле принадлежащая группе Headset; причиной ошибки послужило включение песни в саундтрек фильма Паркера и Стоуна «Оргазмо». Другая песня, часто ошибочно приписываемая группе, — «Porn Groove», на самом деле являющаяся песней The Dust Brothers «Try Your Luck», которая вместе с «Twisted Steel Leather Donut» также вошла в саундтрек «Оргазмо». Иногда DVDA также приписывается песня Reel Big Fish «Beer», вошедшая на саундтрек «Бейскетбола».